# 민주국민당 (1949년)
민주국민당(民主國民黨, 영어: Democratic National Party, DNP)은 1949년 2월 10일 한국민주당과 대한국민당이 통합하여 결성된 대한민국의 정당이다. 한국민주당의 후신으로, 약칭은 민국당이다.
민주국민당은 1949년 창당 초에는 국회 내 69석을 차지하여 한국민주당을 이어 원내 제1당의 지위를 유지하였으나, 여수·순천 사건 당시 이승만 정부에 대한 견제, 농민들에게 불리한 농지개혁법 제정 노력, 반민족행위처벌법 공소시효 단축 결의 등으로 민심이 떠나 1950년 제2대 국회의원 선거에서 24석을 차지하였고 당세가 크게 위축되었다. 이후 1952년과 1954년에 개헌 파동을 겪었다. 1954년 호헌동지회에 참여하였고, 1955년 9월 19일 민주당(1955)에 흡수되었다.

## 지도체제
민주국민당은 당초 최고위원 여러 명이 합의해서 당을 이끌어가는 집단 지도 체제로 출범하였으나, 1953년 당헌을 개정하고 1인의 위원장이 당을 대표하는 단일 지도 체제로 전환하였다. 위원장에 신익희, 조남윤, 부위원장에 김도연, 이영준, 고문에 백남훈, 서상일, 조병옥으로 1. 민족의 권리 확보, 2 만민 평등의 민주정치 구현 3. 경제적 기회 균등을 원칙으로 한 자주경제 수립, 4 민족문화의 양양을 위한 세계문화에의 공헌, 5 인류의 자유와 행복을 기초로 한 세계평화의 수립 등 5개 강령과 10개 정책을 발표 조직했다.

## 역사

### 결성 (1949)

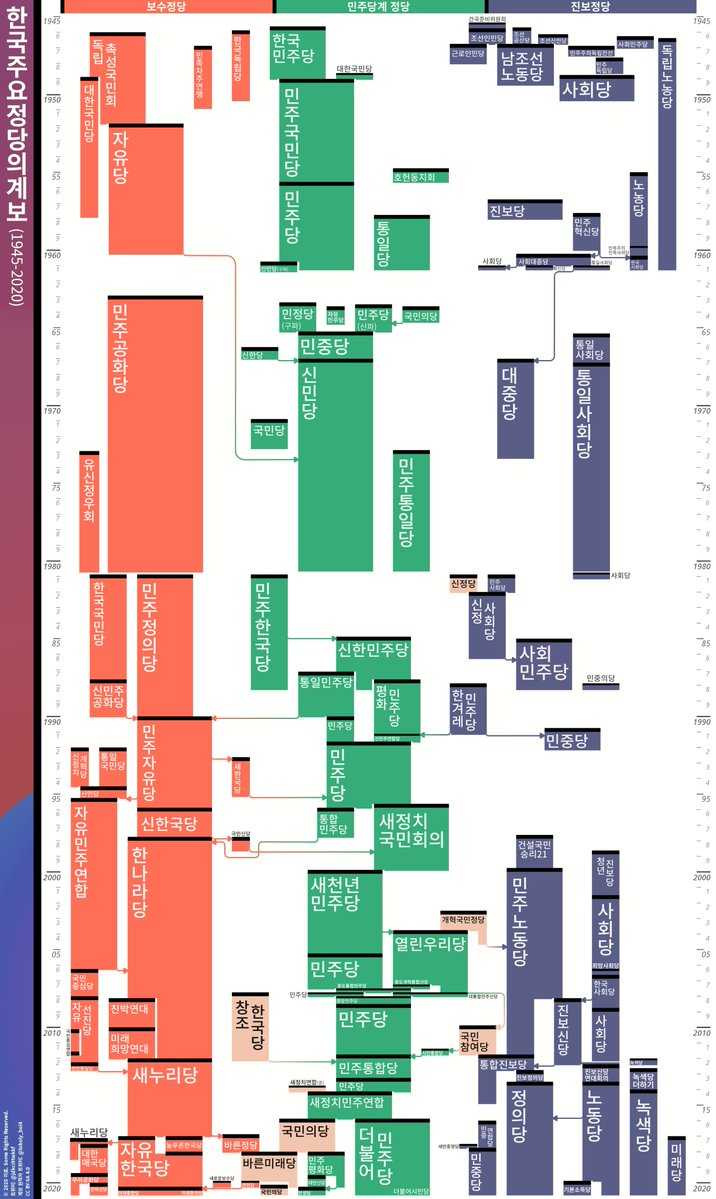
대한민국 주요 정당의 계보 (1945~2020)

1949년 1월 26일 한국민주당과 대한국민당이 각각 해체 후 민주국민당을 통합 결성할 것을 결의하였다. 1949년 2월 10일 민주국민당이 정식 출범하였다. 이 과정에서 이유선(李裕善)·송진백(宋鎭百)·최헌길(崔獻吉)·황호현(黃虎鉉)·최규옥(崔圭鈺)·이요한(李要漢)·진헌식(陳憲植)·박준(朴峻) 등 대한국민당 소속 국회의원 23명이 한국민주당과의 합당을 반대하고 탈당하는 진통이 있었다. 이후 한국독립당의 일부를 포섭하였다. 추가적으로 당시 제헌 국회에서 활동한 대한독립촉성국민회 출신 의원 12명이 민주국민당에 합류하였다.
1948년 제헌 국회의원 선거에서 민국당의 前身인 한민당은 입후보자 90명 중 29명이 한민당의 기치 밑에서 당선되었는데 그 실수(實數)는 60여 명에 달하였다. 그후 한국민주당은 대한국민당과 합동하여 민주국민당으로 신발족하는 동시에 신익희·지청천 등의 거물을 포섭하고 원내 세력을 일층 강화하여 70여 석을 차지하고 개헌안 표결전까지 원내에서도 제1당의 지위를 유지하였다.

### 농지개혁법과 이승만 세력과의 결별 (1949)
1949년 6월 21일 농민들의 농지 및 토지개혁에 대한 목소리에 부응하는, 조봉암 농림부장관의 초안 작성 및 국회 상정하는 노력에 의해  농지개혁법이 제정되었다.  1948년 초대 내각 구성 당시 이승만이 김성수의 천거를 무시했던 일에 더하여 농지개혁법 제정으로 인해 친이승만이던 민주국민당의 정치노선은 반이승만으로 완전히 바뀌었다.
한도숙에 의하면 농지개혁법이 농지에만 한정되고 임야 등은 제외된다는 점을 악용, 바닷가 논을 염전으로 바꿔 농지개혁 대상에서 벗어나는 행각이 벌어지기도 했다. 그리고 이 짓을 벌인 사람이 바로 한민당 당수 김성수였다고 하였다.

### 반민족행위특별조사위원회(반민특위)에 대한 태도 (1949)
1949년 7월 9일 국회에서는 반민법 해당자 공소시효를 오는 8월 말일까지로 단축시킬 것을 결의하였다. 민주국민당은 이 공소시효 단축문제에 대해서 다음과 같은 견해를 밝혔다. "반민법을 개정하여 공소기일을 금년 8월 말일로 단축한 것은 민심을 완화하고 동 법 제정의 정신을 살릴 점에서 찬의를 표하는 바이다."

### 제2대 국회의원 선거 당시 (1950)
1950년 5월 30일 제2대 국회의원 선거에서 신익희, 김성수의 민주국민당은 24석을 차지하였다. 210석 중 126석이 무소속이었다. 《국도신문》은 "무소속 중에서 민국당으로 지목되는 인물을 포함하더라도 40여 명에 불과할 것이 짐작된다"고 보도하였다.
1950년 6월 4일 《국도신문》은 민주국민당의 5·30 총선거 패인을 분석을 하였는데 그 주요 내용은 다음과 같다.
- "신익희·지청천씨 등은 舊한민계가 아니니 純한민당은 총몰락한 것이라 할 수 있다."[1]
- "정부조직에 있어 한민당이 제외되자 한민당은 선두에서 정부를 공격하였고 시초로 개헌을 주창하였다. 또 여순사건이 발생하자 한민당은 “반란은 공산주의 분자가 없는데도 발생한다는 것을 정부는 알아야 한다”고 말하였고 다시 개헌을 추진하였다. 그러나 한민당은 이것으로써 입각(入閣)에 성공한 후 개헌을 포기하였던 것이다. 이러한 민국당은 왜 금년 2월에 책임내각제 개헌안을 제안하였던가? 국민의 의혹은 풀어지지 않고 있는 것이다."[1]
- "농지개혁법 제정(農改法制定)에 있어 민국당은 유독 보상·상환 양률(兩率)의 30할을 주장하였던 것이다. 그러나 작년 동 국회에서는 보상율은 15할, 상환율은 12할 5부로 각각 가결되었다. 이에 대하여 정부는 보상·상환율을 동율로 할 것을 의견하였는데, 민국당은 늦게도 금년 1월 보상·상환율을 고율인 30할로 하는 농개법 개정안을 다시 제출하고 이를 열렬히 주장하였으나 국회는 결국 15할로 의결하였다. 한국은 농업국가의 영역을 벗어나지 못하고 있으므로 농민이 80%를 점하고 있는 농본국가에서 이들의 이해(利害)를 무시할 수는 없는 것이다. 이승만 대통령도 민국당은 부자의 자녀들로 되어 있어 마치 영국의 토리와 같다고 하였으며 또 농민과 노동자에게 개방되어야 한다고 말하였음은 정평이라 하겠다. 또 한민당도 5·10선거에 있어 농민을 위한 농지개혁을 굳게 약속하지 않았는가."[1]
- "민국당은 반민법·지방자치법 등 제정에 있어도 민중과 유리(流離)되고 있었던 것은 부인할 수 없을 것이니 요컨대 민국당은 민주과업에 대하여 절대적인 국민의 요청에 배치한 것이다."[1]
- "5·30선거에 있어 민국당은 선거전술에 큰 착오를 하였다. 다른 선거구에서 입후보하였더라면 당연히 당선될 인물들이 중간파와 무용(無用)한 경쟁을 한 것과 또 자기역량을 과신하였기 때문에 무명의 청년들에게 귀중한 표를 빼앗겼던 것이다."[1]

### 부산 정치 파동, 이승만 암살 시도, 제1차 개헌(발췌 개헌) 당시 (1951~1952)
1950년 5월 30일 제2대 국회의원 선거에서 김구, 김규식 계열의 남북협상파와 무소속 계열의 후보가 대거 당선되었고, 6.25 전쟁 중인 1951년 발생한 국민방위군 사건과 거창 양민 학살 사건 등으로 인해 이승만 정권은 지지 기반이 약화되어갔다. 국회는 이승만 정부의 실정에 대한 책임을 물으며 기부터 주장하던 내각책임제(의원내각제) 개헌을 다시금 강력히 밀어부쳤다. 1951년 3월 14일 내각제개헌안에 대한 국회 무기명 투표 결과 재석 179인 중 찬성 79, 반대 33, 기권 66, 무효 1표로 부결되었지만, 대통령 선거는 간선제였기 때문에 재선가도에 차질이 생겼다.
1951년 8월 15일 이승만은 광복절 기념사에서 정부를 지원하는 정당을 만들겠다는 입장을 밝히고, 대통령 직선제와 국회 양원제(상원과 하원으로 분리) 개헌의 필요성을 역설하였다. "일반국민이 이 나라의 복리와 자기들의 공동 복리를 보호하기 위하여 정당한 정당을 만들 때가 왔다... (중략) 이 새 정당으로써 영구한 토대를 삼아 그 위에 정부가 굳게 서야 될 것입니다."
1951년 11월 19일 이승만은 자유당 창당과 총재직을 수락하였다. 1951년 12월 17일 자유당이 창당되었다. 이때 자유당은 대중운동 단체들 중심의 '원외자유당'과 신당창당에 참여한 원내세력 중심의 '원내자유당'으로 시작부터 분열되어 있었다. 원외자유당은 이승만 권력의 극대화를 위해 대통령 직선제를 주장했고, 원내자유당은 여당 국회의원 권력의 강화를 위해 내각책임제 개헌을 주장했다.
1951년 11월 30일 이승만 정부는 대통령 직선제 및 국회 양원제 개헌안을 국회에 제출하였다. 그러자 국회 권력 강화를 위해 내각책임제 개헌을 주장하던 민주국민당 등은 강력히 반대하였다.
1952년 1월 18일 국회는 찬성 14표, 반대 143표로 정부개헌안을 부결시켰다. 이로써 직선제측(원외자유당, 자유당 합동파 등)과 내각제측(민주국민당, 무소속, 자유당 잔류파 등)의 알력이 표면화되었다. 이승만 정부는 정부개헌안을 통과시키기 위해 백골단, 땃벌떼 등을 동원하여 관제시위를 획책하기도 하였다.
1952년 4월 25일과 5월 10일에 실시된 지방선거에서 이승만 세력이 압승하여 직선제 및 양원제 개헌을 위한 동력을 얻었다.
1952년 4월 25일 국민방위군 사건과 거창 양민 학살 사건의 국회조사단장으로 활동하던 민주국민당 서민호가 대위 서창선(徐昌善)을 살해하는 사건으로 구속되었다. 5월 10일 한격만 검찰총장의 기소사실 발표에 따르면 서민호와 그의 장남 서원룡 등이 전남 순천시내에서 술자리를 갖고 있었는데, 서창선 대위가 우연히 이들을 발견하고 주시하자 서민호측과 시비가 붙었다. 서원룡이 박치기를 하여 서창선 대위의 치아를 부러뜨렸고, 이에 서창선 대위는 "해볼 테면 해보자, 쏜다, 비켜라, 서민호가 나를 때렸지"라며 공포탄을 바닥에 1발 쏘고는 대문 밖으로 떠나려고 했다. 그러자 주방에 숨어있던 서민호가 떠나던 서창선 대위의 등 뒤에 총을 쏴 죽이고선 자신의 범행을 정당방위라고 주장한 사건이었다. 1952년 5월 19일 국회는 서민호를 석방결의로 풀어줬다. 1952년 5월 26일 50여 명의 국회의원이 탄 통근버스가 헌병대에 강제연행되었고, 국제공산당에 관련되었다는 혐의로 10명의 국회의원이 붙잡혔다. 이와 같은 험악한 분위기 속에서 1952년 6월 12일 이범석과 국회 내의 '신라회'의 장택상이 중심이 되어 정부통령 직선제, 국회 양원제를 골자로 하는 정부측 안과, 의원내각제와 국회 단원제를 골자로 하는 골자로 하는 국회안을 절충한 발췌개헌안을 제출하였다.
1952년 6월 25일 이승만은 6.25 전쟁 2주년 기념식에서 유시태에게 암살 당할 뻔했으나 권총 불발로 모면하였다. 암살 미수 사건의 배후로 민국당원 유시태를 포함해 민주국민당 김시현, 서상일, 노기용, 정용환 등이 체포되었다. 대통령 저격사건의 배후에 민국당원이 관련되고 있다는 것이 클로즈업되자 민주국민당 내부에는 큰 충격이 조성되었다. 그리고 발췌개헌안에 4~5의원이 서명 날인함으로써 이 충격이 표면화되었다. 또한 민주국민당의 지청천·서상덕(徐相德)·조순(趙淳)·조병문(曺秉雯) 등이 탈당하였다.
1952년 7월 4일 아침부터 국회 金의장실에서 숙의를 거듭하고 있던 개헌파(민국·무소속·자유원내파) 65의원들은 오후 6시 30분 동 발췌조항에 동의하지 않을 수 없는 단계에 도달하게 되자 그 순간은 눈물을 흘렸다. 그러나 일단 양보한 뒤에는 동안이 발표될 때까지 명랑한 기분으로 아무 조건 없이 깨끗하게 통과시킨 데 대하여는 만장이 감복하였다. 오후 8시, 군경들은 무력충돌에 대비해 국회의사당을 포위하였다. 국회 의석정수 210석 중 166명이 출석한 가운데 기립투표 결과 찬성 163표, 반대 0표, 기권 3표로 발췌개헌안이 통과되었고, 7월 7일 공포되었다.

### 제2차 개헌(사사오입 개헌) 당시 (1954)
이승만과 자유당은 이승만의 대통령 3선을 노린 제2차 개헌안을 준비하고 있었다.
1954년 5월 6일 제네바 회담에 참석한 6.25 전쟁 참전 16개국 대표들은 한반도 문제에 대한 소련과 중국의 동의를 얻기 위해 대한민국 정부를 해체하고 유엔 감시 하의 남북한 총선거를 실시해 통일정부를 수립하기로 합의하였다. 이에 남한 측은 이미 1948년에 자유선거가 실시되었으며 나머지 과업은 정권을 참칭하고 있는 북한지역에서 동일한 선거를 실시하는 것이라고 주장했다. 5월 12일 미국은 로버트 올리버 박사를 통해 이승만을 설득하려 했으나, 이승만은 유엔 감시 하의 남북한 총선거를 맹렬히 반대했고 이에 유엔은 한반도 재선거안을 철회하였다.
1954년 5월 20일 실시된 제3대 민의원의원 선거에서 자유당은 3선개헌안에 찬성하는 사람을 후보로 추천하여 다수 당선시켰고, 무소속 의원들도 다수 유인하여 개헌 작업을 진행하였다.
1954년 10월 26일 뉴델리 밀회 사건이 발생하였다. 민주국민당 선전부장 함상훈이 '민주국민당 대표 신익희가 1953년 7월 26일 인도 뉴델리에서 한국전쟁 당시 납북 당한 조소앙을 비밀리에 만나 영세중립화를 꾀했다'는 내용의 성명서를 발표한 사건으로, 무혐의 종결되었다. 그러나 이는 국내 반공 분위기를 고조시켜서, 개헌을 추진 중이었던 자유당에게 정치적 호재로 작용하였다.
이승만과 자유당은 이러한 국내외 정세를 이용하여 3선개헌안을 작성하였다. 대통령 3선금지조항 폐지, 국무원의 연대 책임제 폐지, 개별 국무원 불신임 인정, 부통령의 대통령 승계권 부여, 그리고 여기에 국민투표제 도입안을 더하여 개헌의 명분과 타당성을 선전하였다.
1954년 11월 27일 국회 비밀투표 결과 재적의원 203명, 참석의원 202명 중 찬성 135표, 반대 60표, 기권 7표가 나왔다. 당시의 개헌 가능 의결정족수는 재적의원의 2/3 이상이었으므로 이 개헌안이 가결되기 위한 충분한 선은 136명이어야 했다(재적의원 2/3는 135.33…명이므로, 자연인은 136명이어야 함). 따라서 당시 사회자였던 국회부의장 최순주는 부결을 선포하였다. 그러나 자유당은 수학의 4사5입(반올림)을 적용하여 135.33명은 논리적으로 성립되지 않으며 0.33이란 자연인으로 존재할 수 없으므로, 반(半)도 안되는 소수점 이하는 삭제하는 것이 이론상 옳다고 주장하였다. 그리하여 1954년 11월 29일 자유당은 의원총회에서 이 안을 채택하여 국회에서 재론하기로 하였고 이에 반발한 야당 의원들은 모두 국회의사당에서 퇴장하였다. 자유당 의원들만 남은 자리에서, 자유당 의원 125명 중 찬성 123명, 반대 2명(김두한, 민관식)으로 개헌안을 통과시키고 이를 정부로 이송하여 개헌안을 공표·발효하였다.
이를 토대로 이승만은 1956년 대통령 선거에서 당선되어 3선 대통령의 뜻을 이루었고, 자유당은 집권 연장의 뜻을 이루었다. 그러나 이 사건 이후 자유당 내 양심적 의원들이 탈당하면서 점차 당의 정당성과 위력이 붕괴되어 갔다. 반대로 야당세력은 호헌동지회를 설립하면서 한데 뭉쳐 강력한 야당으로 발전하게 되었다.

### 호헌동지회 참여 (1954)
호헌동지회는 제1공화국 시기 1954년 11월 30일 당시 대통령 이승만의 종신집권을 노리고 강행한 사사오입 개헌을 반대하기 위해 결집된 범야당 연합을 말한다. 주로 민국당, 자유당 탈퇴파, 무소속 동지회 등 60명의 정치인들이 결집했다.

### 해체 후민주당(1955)결성
1955년 9월 18일 민주국민당의 보수파와 자유당의 탈당파, 흥사단 등의 반이승만 세력이 민주당을 창당하였다.

## 평가

### 친일파 정당
민주국민당의 직접적인 전신은 한국민주당이다. 한국민주당은 그 구성원이 모두 친일파는 아니었으나, 친일파를 중심으로 돌아가는 측면이 있었다. 한민당을 창립한 장덕수·김성수부터가 친일반민족행위자였다. 게다가 대외적으로는 자타공인 친일파 정당이었다.
1945년 11월 미군정 보고서에 의하면, 공산주의자들은 한국민주당을 친일적이고 반동적이며 반역적이라고 비난하며 공격하였다. (Political Trends #2, 26 Oct. 1945, p.2.) 이승만이 독립촉성중앙협의회를 통해 공산당의 참여를 시도하였으나 공산당원들은 이를 꺼려하였다. 박헌영은 독립촉성중앙협의회의 집행부가 한국민주당과 국민당의 반동적이고 친일적인 인사들에 의해 지배되고 있다고 판단하였다. 이승만이 그러한 인사들을 배제하겠다고 약속하자 공산당은 독립촉성중앙협의회에 참여하였다. (USAFIK G-2, Periodic Report #34, 3 Nov. 1945, p.3.)
1947년 미군정이 적산(敵産)을 현금 일시지불 원칙에 의해 불하한다는 결정을 내자 각계에서는 '일본 제국에 협조해서 부를 확보해두지 않은 이상 누구도 적산을 살 수 없을 것'이라고 비판했지만, 한민당은 현금 일시지불 불하에 찬성한다는 입장을 밝혔다. 이러한 태도가 한민당을 ‘친일파 정당’, ‘지주와 자본가의 이해관계를 대변하는 정당’이라는 여론이 제기될 수밖에 없는 상황을 만들었다.
국제신문 1948년 8월 19일자에는 "동 법안(반민족행위처벌법)이 국회를 통과하고 실시하게 된다면 실질상 약간의 타격을 면치 못할 한민당"이라고 기술되었다.
1948년 8월 23일 한국민주당의 당수 김성수는 친일파·민족반역자 숙청을 강경히 주장하는 의원들에게 회견을 청하여 친일파 문제를 광범하게 취급할 것이 아니라 범위를 좁게 취급할 것을 요청했다.
1948년 8월 26일 반민족행위처벌법이 국회에서 논의되기 시작하자 한국민주당에 매월 20만 원 정도를 제공하던 친일재벌 金모씨는 돌연 동 법안을 완화 또는 무능화하도록 공작하는 자금으로서 2천만 원이라는 거액을 한국민주당에 제공하였다.
1952년 3월 21일 프란체스카가 올리버에게 보낸 서한에는 "민국당 지도자들은 대부분 친일적이고 그들 자신의 이익만을 생각하고 손실을 고려하지 않는다"고 적혀 있다.
1952년 10월 13일 조병옥은 '민주국민당 최고위원이었던 지청천이 탈당을 하면서 친일파 민족반역자 소굴인 민국당을 급히 탈당하라고 신익희에게 권했다'고 전했다.
한민당에서 탈당한 윤치영은 한민당이 친일파 정당이라고 비난하였다.
반면 한민당 창당멤버의 한 사람인 허정은 일부 친일파의 수용을 인정하였지만 나름대로 엄선 기준이 있었다 한다고 반박하였다. 그는 "일제 하에서 고급 관리를 지냈거나 친일파로 지목받던 사람들이 몇 사람 있었다고 하더라도, 이들이 극악한 친일파나 민족반역자는 아니었다"고 주장했다.
2004년 조선일보 기자 이한우는 당시 친일파 논쟁이 격화되자, 한나라당을 친일파로 공격하는 일부 좌파 진영의 주장에 대해 "진보진영에서는 늘상 이승만 대통령이 친일파를 감싸안았다고 비판합니다. 그런데 묘한 것은 이승만이 감싸안았다는 친일파의 실체가 묘연하다는 것입니다. 그러나 당시에는 분명했습니다. 한민당이었죠. 이승만이 건국과정에서 한민당과 함께 했고 건국이후에는 한민당을 내팽겨친 것은 알고계시겠죠. 그 한민당이 민주당됐고 박정희 때 신민당 됐다고 거기서 쪼개져 김영삼, 김대중이 나왔다는거 아시죠"라면서 역으로 반박을 가하기도 했다.

### 호남지역주의 정당
한국민주당은 전라도를 중심으로 태동하였다. 전라도 지역은 한반도에서 가장 광활한 곡창지대였기 때문에 대지주들이 많았고, 이들을 중심으로 다른 지역보다 일찍 한민당 지부가 결성될 수 있었다. 1945년 11월 초 광주에서 한민당 지부가 결성되었으며, 이후 김양수(순천), 서민호(별교) 등을 중심으로 하여 각 지역에 지부를 설치하였다. 그러나 한민당에 참여한 인물들이 외국유학파와 김성수의 동아일보, 보성전문학교, 경성방직 관련자들 그리고 자본가들이었기 때문에, 한민당은 이승만이나 임정을 봉대하지 않고서는 당세를 확장시킬만한 명분이 없었다. 그래서 한민당은 이승만에게 한민당 총재 취임을 부탁했지만 이승만은 이미 독립촉성중앙협의회를 중심으로 한 정치활동을 구상하고 있었으므로 거절하였다. 또한 한민당은 임정이 귀국하기 전에 이미 환국지사후원회를 조직하여 1차로 900만원을 만들어 이를 정치자금으로 사용하도록 임정에 전달했지만 임정은 친일파 정당이라고 비난받는 한민당으로부터의 후원을 거절하였다. 따라서 한민당은 당 활동의 구심점을 마련할 수 없었다. 요컨대 한민당에 참여한 인사들이 모두 전라도 출신이었던 것은 아니지만 당세가 전라도에 고착되어 호남지역주의 정당이 된 것은 사실이다.
한민당의 주요 인사는 김성수(전북고창, 동아일보), 김병로(전북고창, 탈당), 백관수(전북고창, 탈당), 나용균(전북정읍), 이석주(李錫柱, 전북전주), 송진우(전남담양, 동아일보), 정광호(전남광주), 홍성하(전남광산), 백남훈(전남담양), 김준연(전남영암), 이철승(전북전주), 김용무(전남무안), 김양수(전남순천), 서민호(전남고흥) 외에도, 장덕수(황해남도, 동아일보), 함상훈(황해남도, 동아일보), 백낙준(평안북도), 원세훈(서울, 탈당), 이기붕(서울, 탈당), 김도연(서울), 구자옥(경기광주), 임영신(충남금산, 탈당), 유진산(충남금산), 윤보선(충남아산), 유진희(충남예산), 윤치영(충남아산, 탈당), 조병옥(충남천안), 장택상(경북칠곡), 조헌영(경북영양), 송남헌(경북문경, 탈당), 이활(경북영천), 서상일(대구), 이인(대구), 최윤동(대구), 김재학(金載學, 경남통영), 김효석(경남합천, 탈당), 이길용(李吉用, 경남마산, 동아일보), 허정(부산, 탈당), 김약수(부산, 탈당) 등이 있었다.
1948년 7월 30일 한민당에 이승만파와 호남파 간의 갈등이 있었는데, 이는 결국 1948년 8월 2일 윤치영의 한국민주당을 탈당과 8월 3일 정현모 등 9명의 국회의원의 탈당으로 이어졌다.
1950년 4월 29일 각 당·단체 대표 좌담회에서 경향신문 소속 사회자가 구자흥에게 "세상에서는 전라도가 민국당의 금성탕지(金城蕩地, 쇠로 만든 성과, 그 둘레에 파 놓은 뜨거운 물로 가득 찬 못이라는 뜻으로, 방어 시설이 잘되어 있는 성을 이르는 말)라고들 하는데 이 점 구선생 어떻게 보십니까?"라고 물어볼 정도였다.
1950년 5월 27일 존 무초 주한미국대사는 전라도를 "민주국민당의 요새"라고 표현하였다.
다만 허정은 한민당을 가리켜 전라도 당, 호남 갑부의 정당이니 친일파의 소굴이니 하고 비난하는 것은 공산당의 악의의 찬 비난에 지나지 않았다고 반박하였다. 조병옥은 '송진우나 김성수는 정당을 조직하는 데 있어서나 또는 당 사업을 하는 데 있어서도 지방적인 차별을 두지 않고 인재 본위 실력 본위로 사람을 등용하였으며 특히 정당 및 사회단체 조직에 있어서는 그런 점에 가장 유의하고 세심한 검토로서 전력을 다하여 주력하였던 것이다'며 지역 정당이 아니라고 반박하였다.

## 주요 선거 결과

### 대통령 선거
| 연도   | 선거  | 후보자 | 득표      | 득표율         | 결과 | 당락 |
| ------ | ----- | ------ | --------- | -------------- | ---- | ---- |
| 1952년 | 2대   | 이시영 | 764,715표 | \| \| 10.9% \| | 3위  | 낙선 |
|        | 10.9% |        |           |                |      |      |

### 부통령 선거
| 연도   | 선거 | 후보자 | 득표      | 득표율        | 결과 | 당락 |
| ------ | ---- | ------ | --------- | ------------- | ---- | ---- |
| 1952년 | 3대  | 조병옥 | 575,260표 | \| \| 8.1% \| | 3위  | 낙선 |
|        | 8.1% |        |           |               |      |      |

### 국회의원 선거
|  | 11.43% |

|  | 11.43% |

|  | 7.39% |

|  | 7.39% |

### 지방선거
|  | 1.3% |

|  | 1.9% |

|  | 0.6% |

|  | 0.1% |